# Protoxaea australis
Protoxaea australis är en biart som beskrevs av Hurd och Linsley 1976. Protoxaea australis ingår i släktet Protoxaea och familjen grävbin. Inga underarter finns listade i Catalogue of Life.